# Osman al III-lea
Osman al III-lea (în turcă otomană عثمان ثالث, ‘Osmān-i sālis; n. 2 ianuarie 1699, Edirne, Imperiul Otoman – d. 30 octombrie 1757, Constantinopol, Imperiul Otoman, Turcia) a fost sultan al Imperiului Otoman din 1754 până în 1757.

## Biografie
S-a născut în Palatul Edirne și a fost fratele mai mic al lui Mahmud I (1730-54) și fiul lui Mustafa al II-lea (1695-1703) și Valide Șehsuvar Sultan.
Scurta sa perioadă de domnie se distinge prin creșterea intoleranței față de non-musulmani (creștinii și evreii au fost obligați să poarte haine sau însemne distincte) și printr-un incendiu puternic petrecut în Istanbul. Mama sa a fost Șehsuvar Sultan, o sultană de origine sârbă.

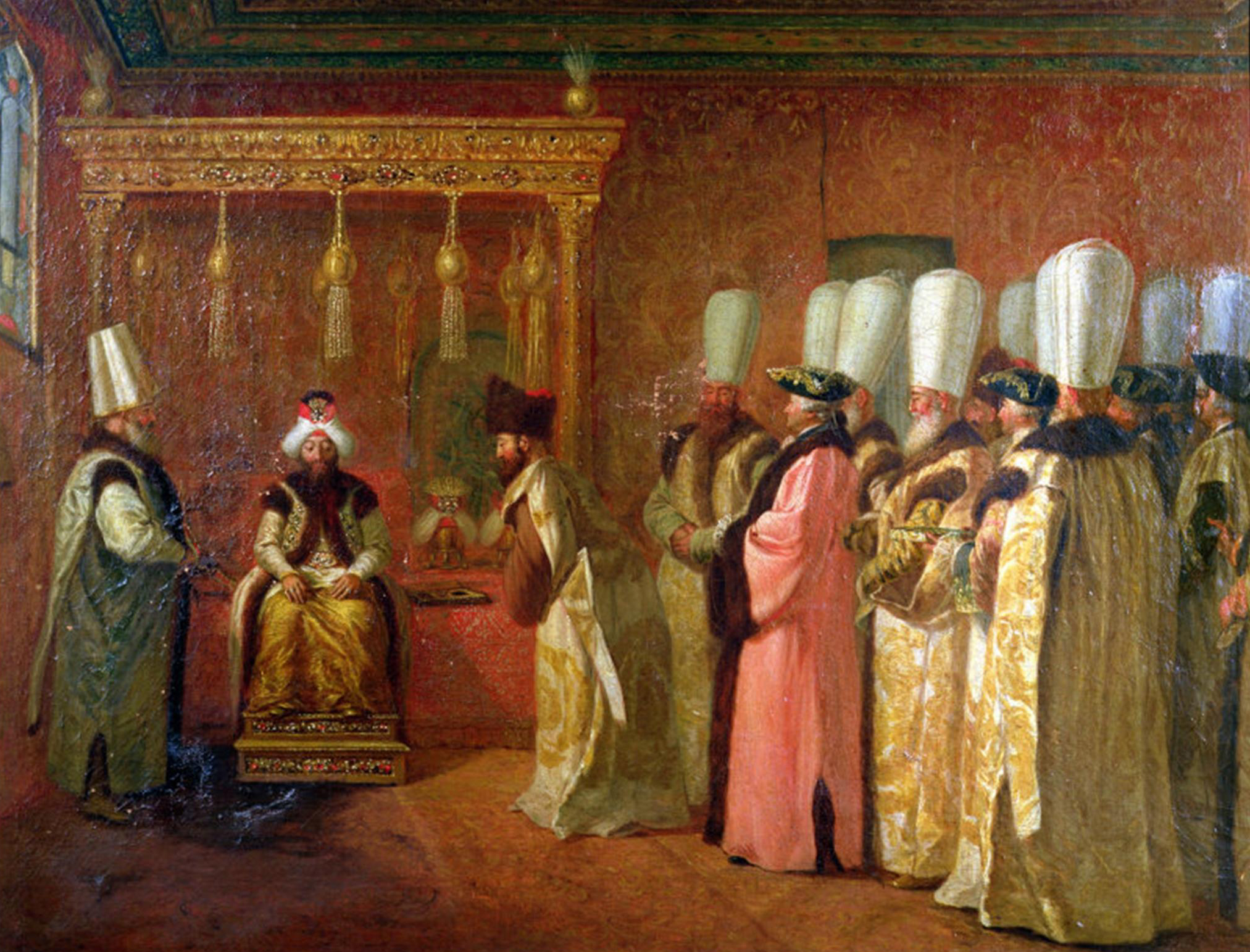
Audiența ambasadorului francez Charles de Vergennes la sultanul Osman al III-lea în 1755.

Osman al III-lea a trăit cea mai mare parte a vieții sale ca prizonier în palat și, ca o consecință a faptului că a devenit sultan, a avut unele particularități de comportament. Spre deosebire de sultanii anteriori, el a urât muzica și i-a alungat pe toți muzicienii din palat. A murit în Palatul Topkapi din Istanbul.
Osman a fost semnatarul unui firman din 1757, care a păstrat status quo-ul mai multor locuri sfinte pentru creștini, musulmani și evrei.